# Tomas Žvirgždauskas
Tomas Žvirgždauskas est un footballeur lituanien, né le 18 mars 1975 à Vilnius en Lituanie. Il évolue comme stoppeur.

## Biographie
Après sa retraite sportive en 2011, il intègre le staff de son dernier club, l'Halmstads BK, comme entraîneur de jeunes.

## Palmarès
Zalgiris Vilnius
- Champion de Lituanie (2) : 1991, 1992
- Vainqueur de la Coupe de Lituanie (3) : 1991, 1993, 1994

 Polonia Varsovie
- Champion de Pologne (1) : 2000
- Vainqueur de la Coupe de Pologne (1) : 2001
- Vainqueur de la Supercoupe de Pologne (1) : 2000
- Vainqueur de la Coupe de la Ligue de Pologne (1) : 2000